# Ri (kana)
A hiragana り, katakana リ, Hepburn-átírással: ri, magyaros átírással: ri japán kana. A hiragana és a katakana is a 利 kandzsiból származik. A godzsúonban (a kanák sorrendje, kb. „ábécérend”) a 40. helyen áll. Dakutennel és handakutennel képzett alakja nincs. 
|          | Hepburn és magyaros | Hiragana (Unicode) | Katakana    |
| -------- | ------------------- | ------------------ | ----------- |
| Alapalak | ri                  | り (U+308A)        | リ (U+30EA) |

## Vonássorrend
|  |  |
|  |  |
|  |  |